# کلاس فاصله

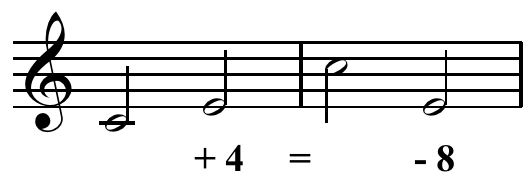
کلاس فاصله

کلاس فاصله‌ (انگلیسی: Interval class) به اختصار (ic)، در مجموعۀ تئوری موسیقی، به نوعی از طبقه‌بندی فاصله‌ها در یک کلاس و حرکت افقی بین دو نت می‌پردازد که در محتوا با هم مشترک ولی در شکل با هم تفاوت دارند. این طبقه‌بندی در موسیقی تنال، در شکل‌های مختلف ممکن است مطبوع یا نا‌مطبوع شناخته شود.
مثال: در موسیقی تنال فاصلۀ نت دو تا سل، پنجم درست است ولی فاصلۀ فا دیز تا ر بمل، ششم کاسته است. از منظرِ موسیقی تنال، نام این دو فاصله متفاوتند، گرچه در محتوا یکی است و در یک کلاس طبقه‌بندی می‌شوند.
در مثال زیر فواصل دو‌صدایی در نامگذاری متفاوتند اما یک رنگ متداولِ مشترک دارند. در تئوری آتونال با «کلاس فاصلۀ پنج» نشان داده شده است، با این حال در تئوری تنال، چهار فاصله را به صورت متفاوتی طبقه‌بندی می‌کنند. میزان اول: «پنجم درست»، میزان دوم: دوازدهم درست، میزان سوم: ششم کاسته و میزان چهارم: چهارم درست است.

## جدول فاصله‌ها
نام گذاری فاصله‌ها از عدد (۰) تا (۶) مشخص می‌شود. هر عدد (۰ تا ۵) معرفِ چهار فاصله با نام‌های متفاوت و غیر هم ارز در تنالیته است، گرچه فقط یک نوع صدا در درون آنها نهفته است. عدد (۶) نشان‌دهندۀ فواصل نادرست یا هر نوع فاصلۀ غیر‌متعارف و فواصلِ نامحدود است.
| کلاس (ic) | فواصل        | هم‌تنالیته‌ها               | افزوده و کاسته            |
| --------- | ------------ | ------------------------- | ------------------------- |
| ۰         | صفر          | یکم درست / اکتاو          | دوم کاسته / هفتم افزوده   |
| ۱         | یکم و یازدهم | دوم کوچک / هفتم بزرگ      | یکم افزوده / اکتاو کاسته  |
| ۲         | دوم و دهم    | دوم بزرگ / هفتم کوچک      | سوم کاسته / ششم افزوده    |
| ۳         | سوم و نهم    | سوم کوچک / ششم بزرگ       | دوم افزوده / هفتم کاسته   |
| ۴         | چهارم و هشتم | سوم بزرگ / ششم کوچک       | چهارم کاسته / پنجم افزوده |
| ۵         | پنجم و هفتم  | چهارم درست / پنجم درست    | سوم افزوده / ششم کاسته    |
| ۶         | ششم          | چهارم افزوده / پنجم کاسته |                           |